# Nolo
Nolo es una localidad del estado de Yucatán, México, comisaría del municipio de Tixkokob.

## Toponimia
El nombre (Nolo) proviene nolol que en idioma maya significa cosa que está mal asentada en palos o piedras.

## Localización
Nolo se encuentra aproximadamente a 20 kilómetros al este de la ciudad de Mérida, capital del estado y 5 km al oeste de Tixkokob.

## Datos históricos
Nolo está enclavado en el territorio que fue la jurisdicción de los ceh pech antes de la conquista de Yucatán. Después de la conquista la población fue una encomienda cuya titularidad recayó en Francisco de Montejo (el sobrino).

## Demografía
Según el censo de 2005 realizado por el INEGI, la población de la localidad era de 1459 habitantes, de los cuales 738 eran hombres y 721 eran mujeres.
| 379                         | 372 | 373 | 378 | 442 | 453 | 611 | 901 | 1120 | 1307 | 1352 | 1369 | 1459 |
| (Fuente: INEGI [Consultar]) |     |     |     |     |     |     |     |      |      |      |      |      |

## Galería

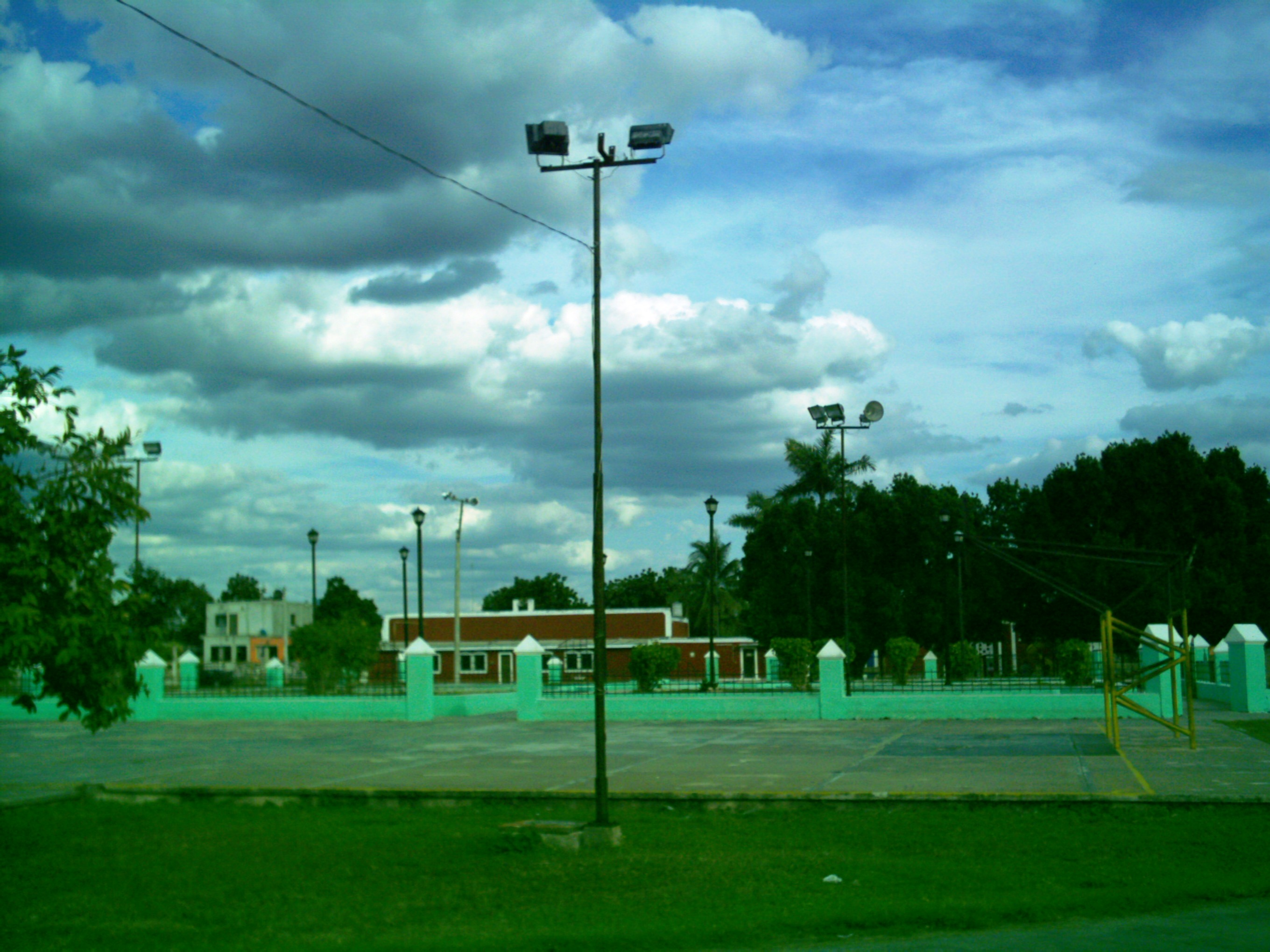
Parque principal de Nolo.
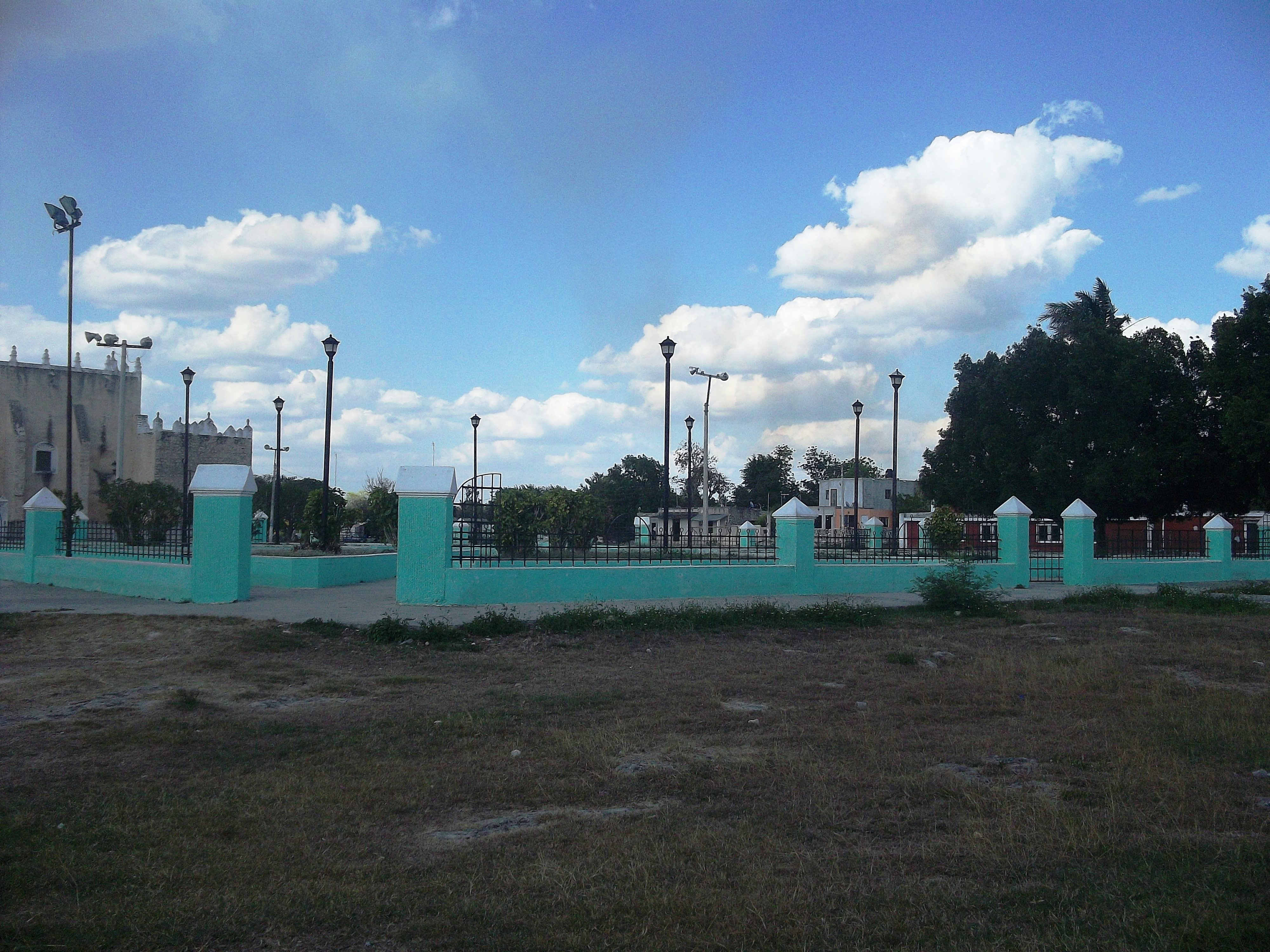
Parque principal de Nolo.
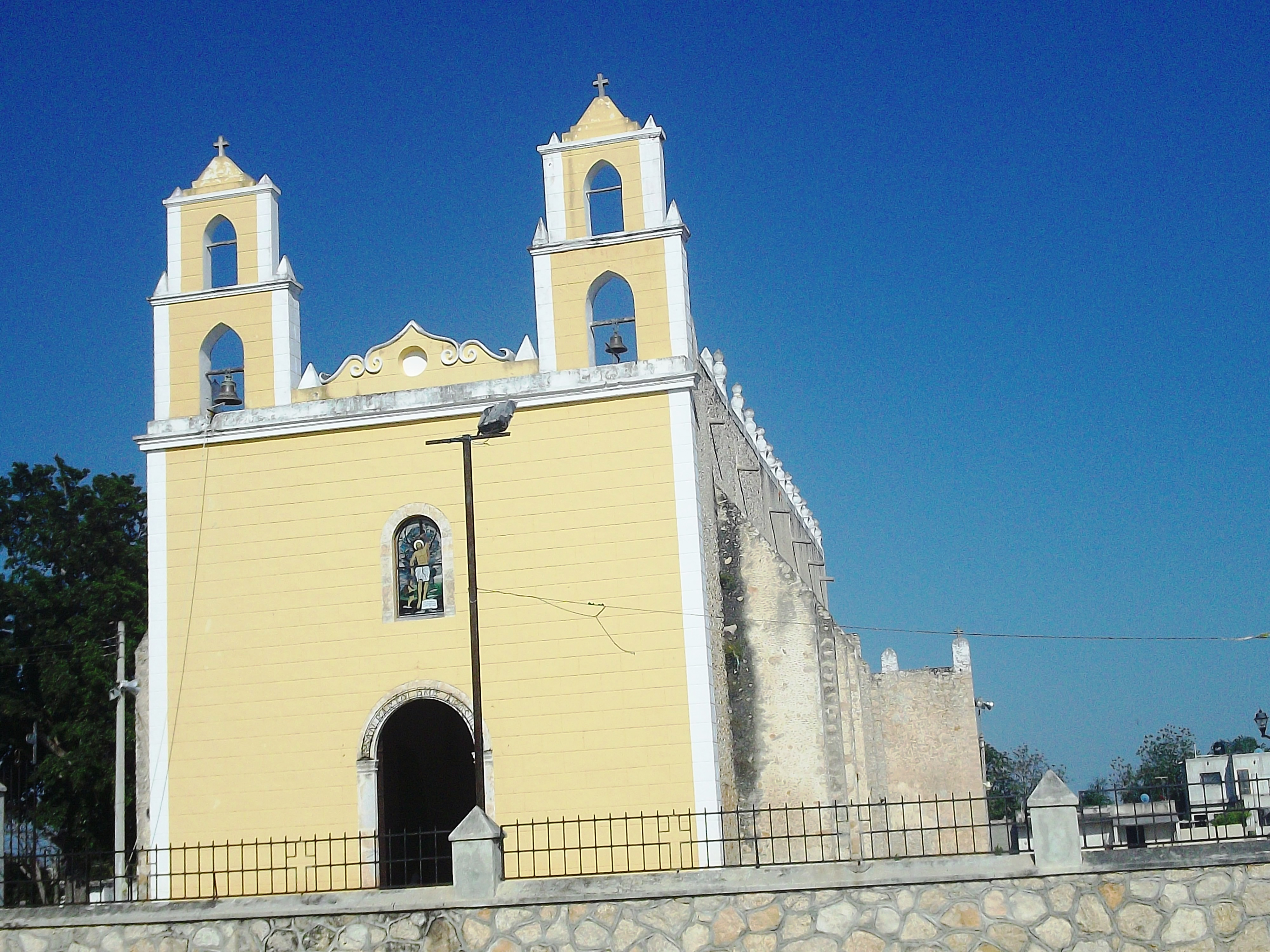
Iglesia principal de Nolo.
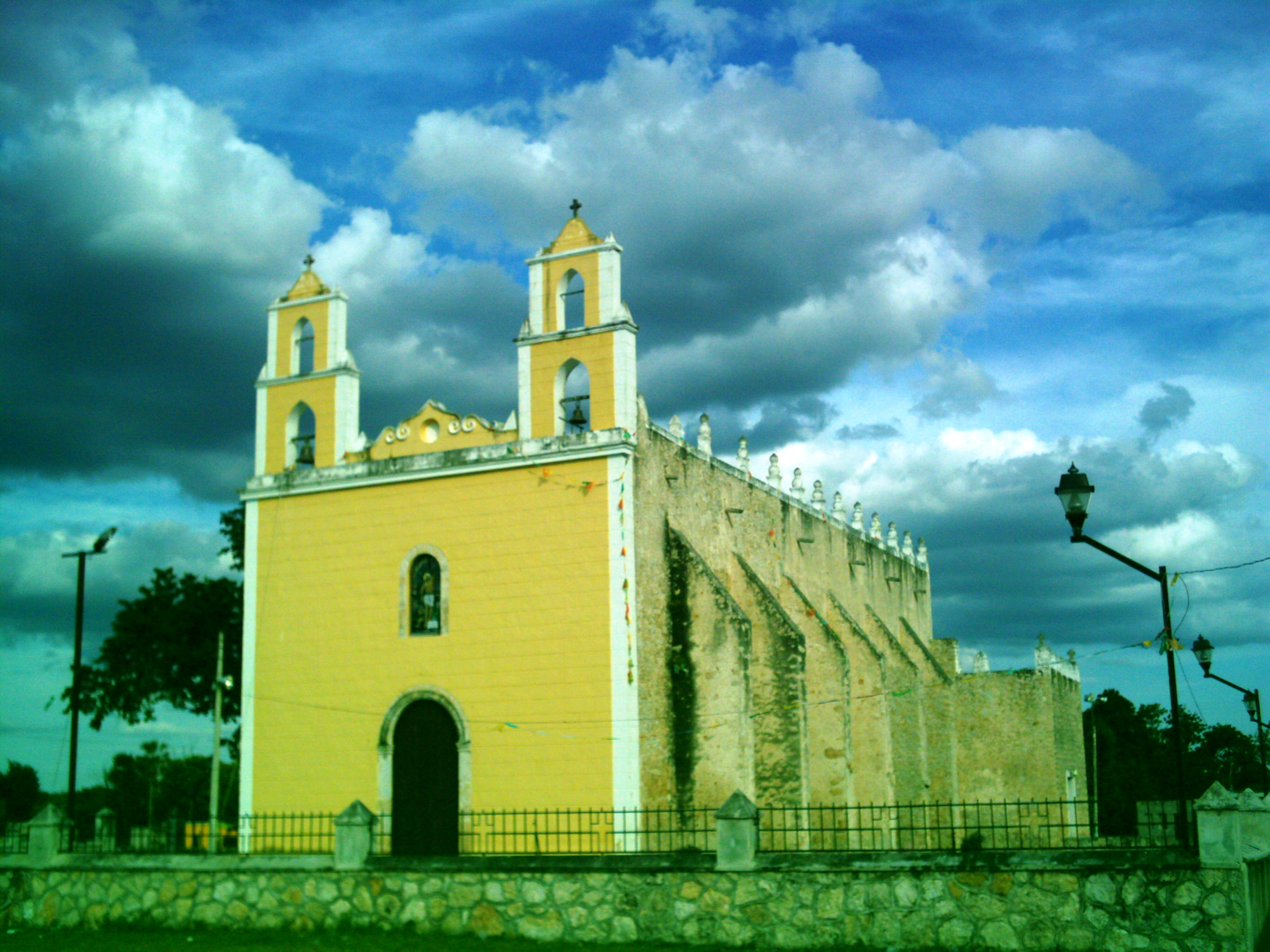
Iglesia principal de Nolo.
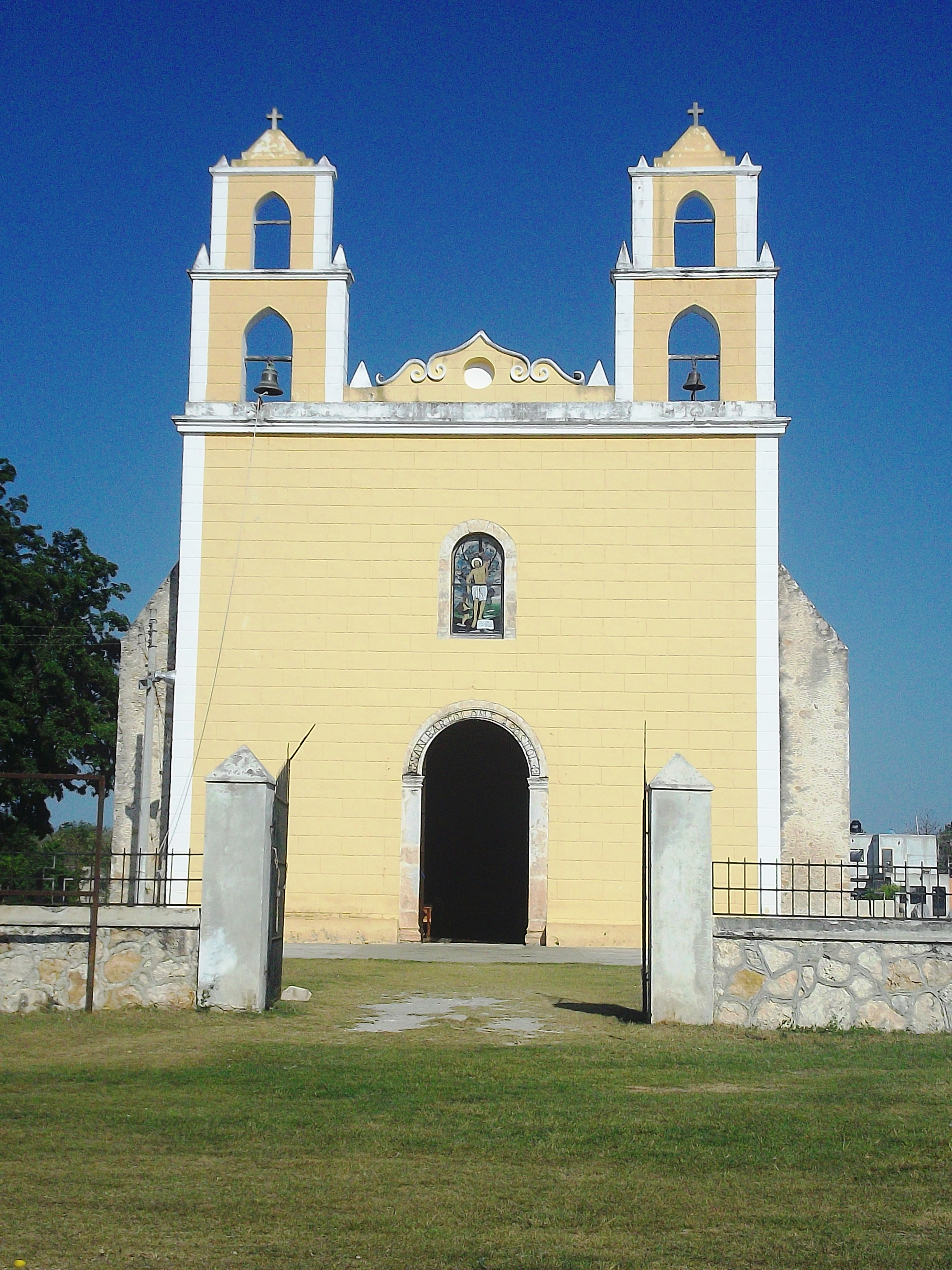
Iglesia principal de Nolo.
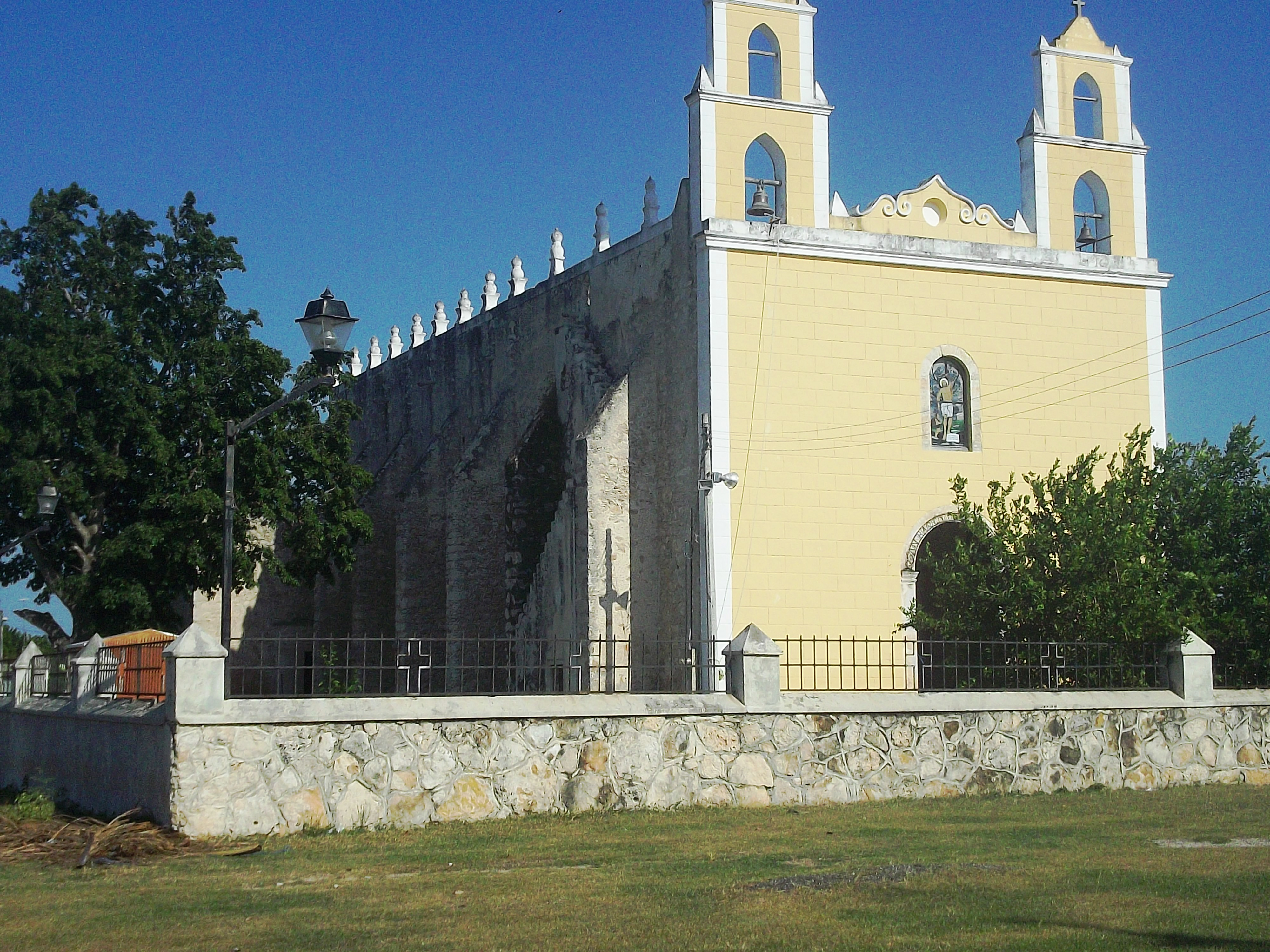
Iglesia principal de Nolo.
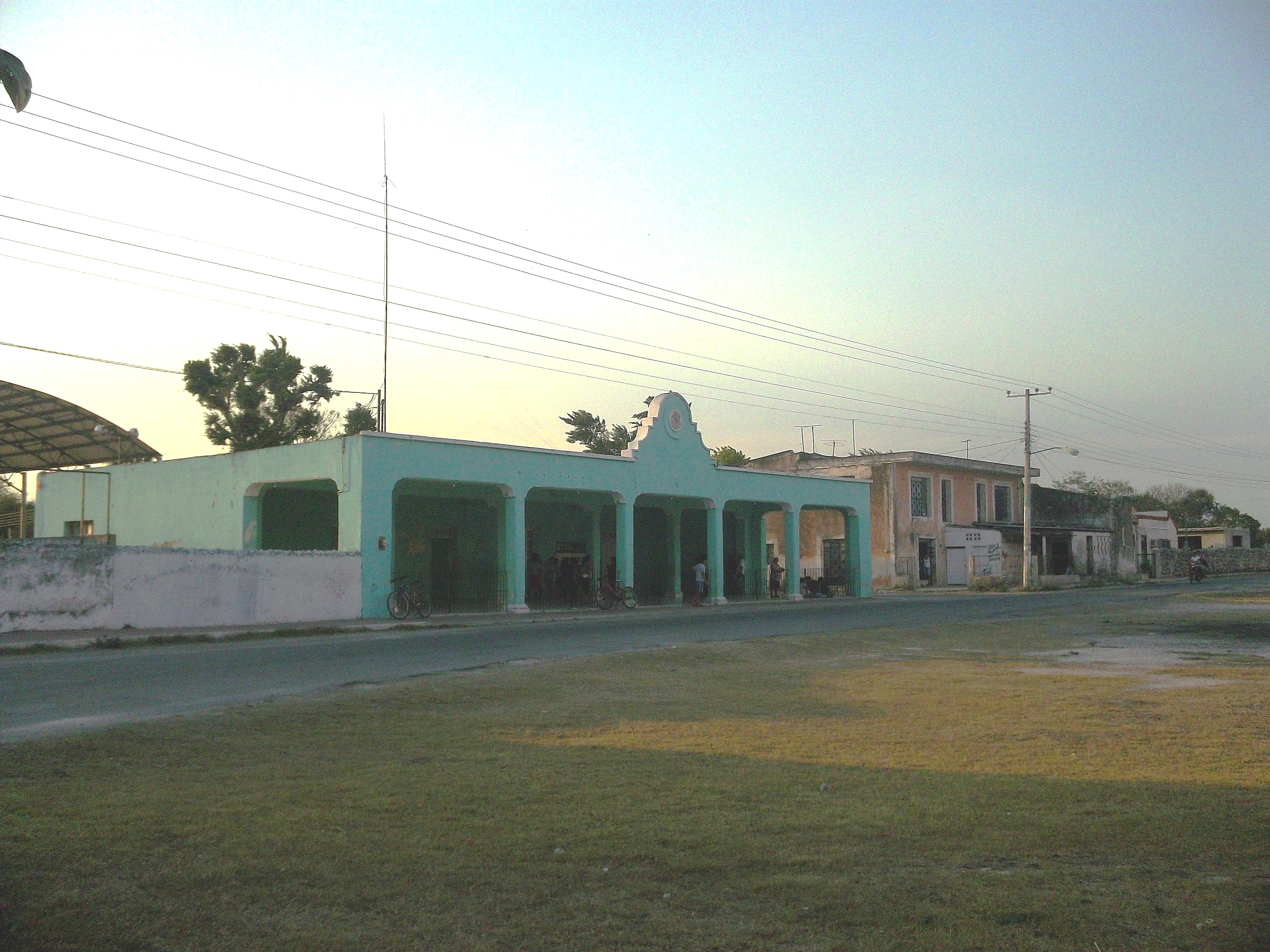
Casa comisarial de Nolo.
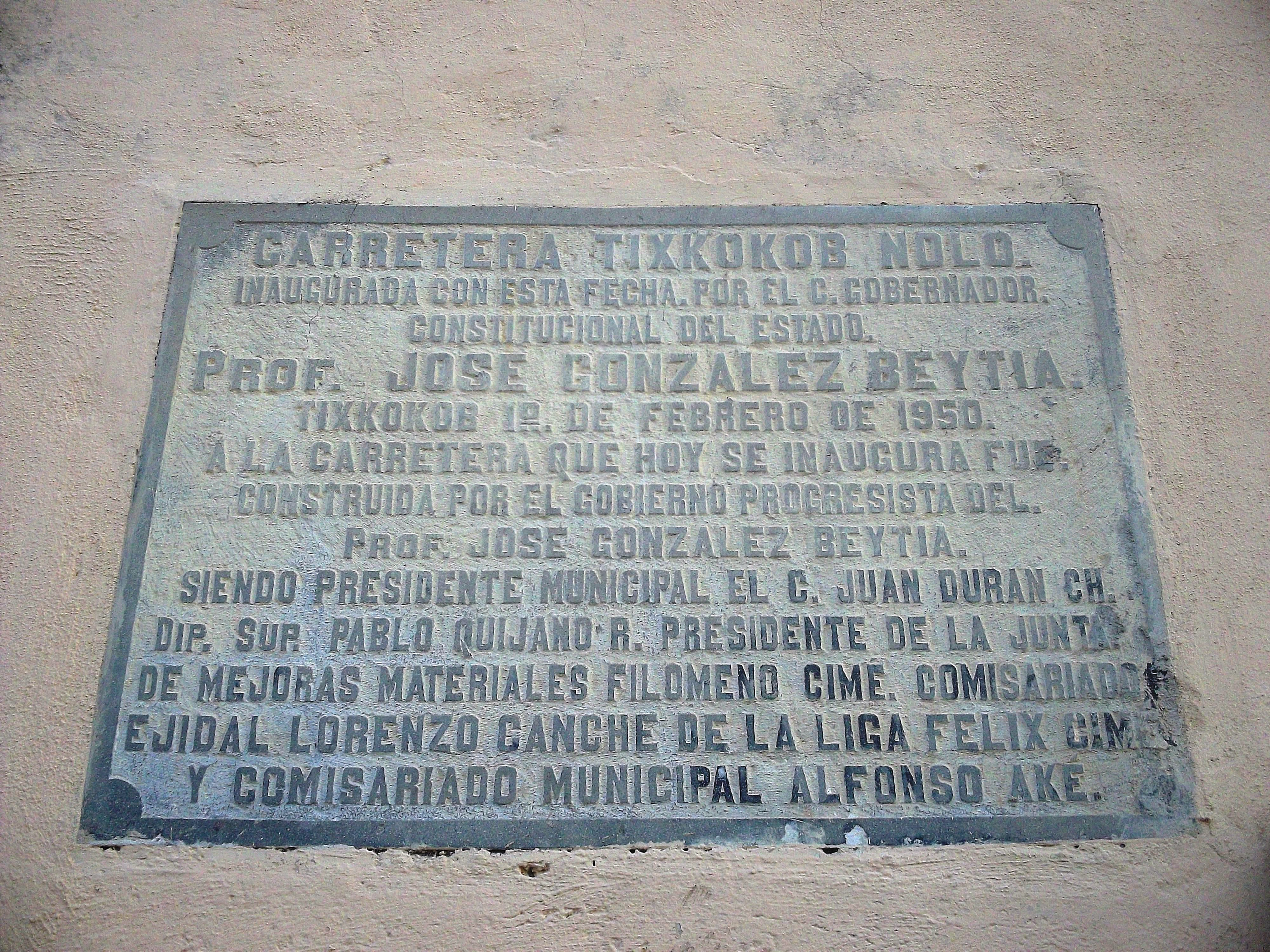
Carretera Nolo-Tixkokob.
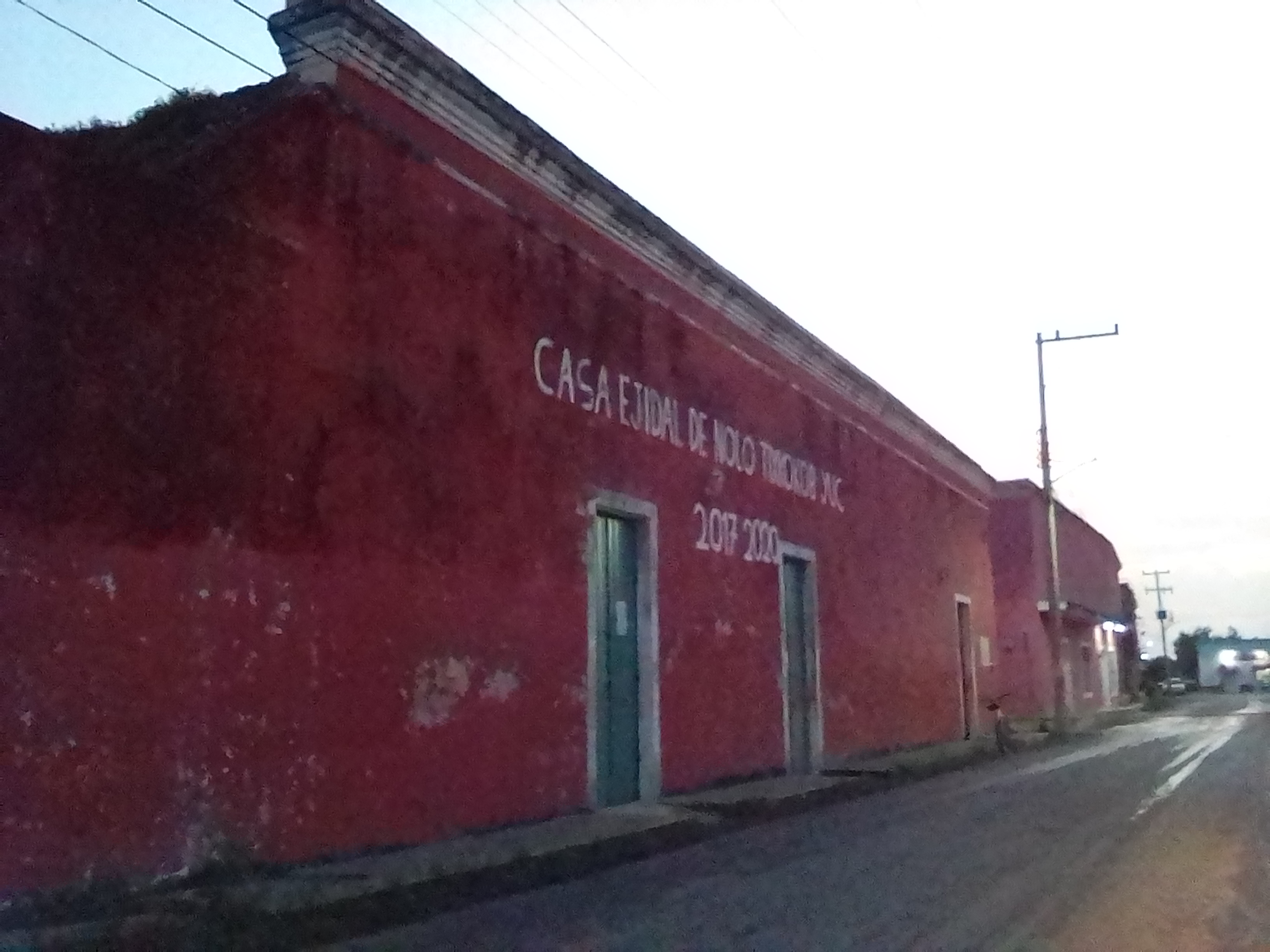
Casa ejidal de Nolo.